# Otilia Marchiș-Bölöni
Otilia Marchiș-Bölöni (n. 8 octombrie 1873, Homorodu de Mijloc - d, 26 august 1951, Budapesta) a fost o jurnalistă română și prima româncă care a efectuat o călătorie de mare amploare în afara țării la sfârșitul secolului al XIX-lea.

## Date biografice
Se naște în satul Homorod, unde tatăl ei era preot. La 16 ani se căsătorește cu Cornel Cosmutza, fiul unor prieteni de familie, alături de care călătorește la Budapesta și apoi la Sarajevo, unde soțul este numit președinte al poștei din Bosnia. În 1892 se naște fiul lor, Cornel, care avea să ajungă un reputat medic. Dorința sa de independență o face să plece la Viena, unde se angajează ca muncitoare într-o curățătorie. După revenirea acasă se înțelege cu soacra sa și având de această dată o mică moștenire se înscrie la cursurile Academiei de Arte Frumoase din München, unde va studia alături de Franz von Lenbach și Simon Hollósy. Dându-și seama că pictura nu este pentru ea, alege condeiul. Astfel, propune Ministerelor Cultelor și Învățământului în schimbul sprijinului material, colecționarea unor obiecte pentru muzeele din Budapesta. Ziarelor din Satu Mare și Budapesta le promite reportaje din viitoarele sale călătorii. Întreprinde singură o expediție în Extremul Orient publicându-și ulterior impresiile de călătorie în revista Luceafărul. Pornește la drum pe 7 martie 1901 la Trieste, în nord-estul Italiei. Face opriri de lungă durată la Port-Said (Egipt), Bombai (India), Colombo (Sri Lanka), Calcutta (India), Singapore, Hong Kong, Shanghai (China) și Yokohama (Japonia).
Revine în Sarajevo pentru o scurtă perioadă de timp. Aici începe să picteze după tehnica japoneză iar impresiile sale de călătorie apar, din 1903, în revista „Új Idők” (Timpuri Noi). 
Se desparte de soț și pleacă spre vest, mai întâi la Viena apoi la München, și se se stabilește, mai apoi, la Paris. Își lărgește cercul de prieteni datorită rolului de reporter. Astfel devine bună prietenă cu familia Rodin, pictorul Claude Monet, sculptorii Maillol și Bourdelle, soția lui Gaugin și Constantin Brâncuși.
În 1909 îl cunoaște pe scriitorul Anatole France cu prilejul unui interviu. Ulterior, lucrează pentru un număr de ani ca secretară a acestuia. Cei doi se îndrăgostesc. Despre călătoria lor în Italia și despre opera lui France, a scris, după ce acesta a primit premiul Nobel (1921), Promenades d’Anatole France și mai apoi, întâi în maghiară și apoi în română, Anatole France barangolásai („Pribegiile lui Anatole France”), în 1925; Anatole France sétái („Plimbările lui Anatole France”) în 1928. Datorită acestor cărți scriitorul francez a început să pătrundă în lecturile intelectualilor români ai vremii.
Continuă să scrie la Paris pentru publicații ungurești și franceze. Îl cunoaște pe criticul literar Bölöni György, cu care avea să se căsătorească în 1912. După Primul Război Mondial a revenit la Budapesta iar în 1918 se pregătește să plece în Olanda alături de Bölöni care obținuse funcția de ambasador. Acesta din urmă intră în conflict cu puterea de la Budapesta și este arestat. Soții Bölöni ajung în sfârșit la Haga în 1948 unde vor rămâne până în anul 1950. Revine alături de soț în Budapesta, unde sunt primiți în rândul micii burghezii.
A mai semnta și cu pseudonimele Kémeri Sándor și Kémeri Erzsébet.
În 2017 s-a inaugurat în orașul Carei o statuie care o reprezintă pe jurnalistă.

## Operă
- Cartea suferințelor, editura Dacia, 1986

## Premii și distincții
- Premiul „Le Blanc” al Academiei Franceze pentru lucrarea sa despre Bourdelle[6]